# Petra Somek
Petra Somek (rođena Feletar; Čakovec, 9. srpnja 1974.) hrvatska je povjesničarka umjetnosti i etnologinja, direktorica i urednica poduzeća i časopisa za popularizaciju zemljopisa Meridijani iz Samobora.

## Životopis
Rođena je 1974. u Čakovcu. Osnovnu školu pohađala je u Donjoj Dubravi kod Koprivnice, a gimnaziju u Varaždinu. Povijest umjetnosti i etnologiju diplomirala je na Filozofskom fakultetu u Zagrebu.
Časopis Meridijani, koji je pod imenom Hrvatski zemljopis pokrenuo njezin otac Dragutin Feletar, uređuje od 2001. godine.
Koautorica je knjige „Povijest Kuzminca“ (1992.), autorica monografije „Samobor i okolica“ (2003.) i knjige „Tradicijsko graditeljstvo u Podravini – pregled s karakterističnim primjerima“ (2011.).
Dobitnica je nagrade Velebitska degenija Hrvatskog novinarskog društva za 2021. godinu.
Živi i radi u Zagrebu.